# Yngvar Fredriksen
Yngvar „Kjempedrengen” Fredriksen (Arendal, 1887. március 26. – Oslo, 1957. december 25.) olimpiai bajnok norvég tornász.
Az 1906. évi nyári olimpiai játékokon indult tornában és összetett csapatversenyben aranyérmes lett.
Klubcsapata az Arendals Turnforening volt.